# Ребека Кабуго
Ребека Кабуго (енгл. Rebecca Kabugho; Гома, Заир, 4. септембар 1994) конгоанска је активисткиња и бранилац људских права у Демократској Републици Конго. Чланица је главног грађанског покрета у Конгу, Борба за промену (фр. Lutte pour le changement (LUCHA)). 
Ухапшена је у фебруару 2016. због учествовања на протесту за организовање избора у својој земљи. Са 22 године, она је најмлађа политичка затвореница на свету.
29. марта 2017. године добила је међународну награду за жену храбрости од Прве даме Сједињених Америчких Држава Меланије Трамп и Државног секретара Сједињених Америчких Држава.